# Каменка (Звягельский район)
Каменка (укр. Кам'янка) — село на Украине, основано в 1887 году, находится в Звягельском районе Житомирской области.
Население по переписи 2001 года составляет 422 человека. Почтовый индекс — 11755. Телефонный код — 4141. Занимает площадь 1,249 км².
Согласно ранней версии, расположено на месте древнерусского города Каменца. Согласно современной историографии, Каменец соответствует современному Камню-Каширскому.

## Адрес местного совета
11762, Житомирская обл., Звягельский р-н, с. Ярунь, ул. Мира, 13